# Thiếu tướng
Thiếu tướng (tiếng anh: Major general) là một bậc quân hàm cấp tướng lĩnh trong quân đội nhiều quốc gia. 
Quân hàm thiếu tướng trong quân đội một số quốc gia phương Tây mang 2 sao cấp tướng, xếp trên chuẩn tướng (1 sao cấp tướng) và xếp dưới trung tướng (3 sao cấp tướng). 

## Lực lượng vũ trang Việt Nam

### Quân đội Nhân dân Việt Nam
Cấp bậc Thiếu tướng là tướng lĩnh có bậc quân hàm khởi đầu của sĩ quan cấp tướng Quân đội nhân dân Việt Nam, được quy định lần đầu tại Sắc lệnh 33/SL ngày 22 tháng 3 năm 1946. Thiếu tướng có 1 sao, xếp trên Đại tá và dưới Trung tướng. Quân hàm Thiếu tướng Hải quân nhân dân Việt Nam hiện nay được gọi với danh xưng chuẩn đô đốc, tương đương trong Hải quân Anh và Mỹ là rear admiral, trong Hải quân Pháp là vice-amiral (phó đô đốc), trong Hải quân Nga là контр-адмирал.

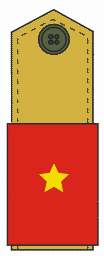
Quân hàm Thiếu tướng Quân đội Quốc gia Việt Nam (1946-1958)

Thiếu tướng Quân đội nhân dân Việt Nam thường đảm nhiệm các chức vụ Phó Tư lệnh quân khu, quân chủng; Tư lệnh quân đoàn, binh chủng, binh đoàn, Phó Chủ nhiệm Tổng cục của Quân đội. Theo Luật sĩ quan Quân đội nhân dân Việt Nam (1999) thì Thiếu tướng là bậc quân hàm cao nhất của quân nhân giữ chức vụ Tư lệnh quân đoàn và tương đương.
Chín Thiếu tướng Quân đội nhân dân Việt Nam đầu tiên được phong năm 1948 là: Hoàng Văn Thái, Nguyễn Sơn, Chu Văn Tấn, Hoàng Sâm, Trần Tử Bình, Văn Tiến Dũng, Lê Hiến Mai, Trần Đại Nghĩa, Lê Thiết Hùng.
Trong lực lượng Hải quân nhân dân Việt Nam, quân hàm tương đương là Chuẩn đô đốc. Theo Luật sĩ quan Quân đội nhân dân Việt Nam (1999) thì Chuẩn đô đốc là bậc quân hàm cao nhất của quân nhân giữ chức vụ Phó Tư lệnh Quân chủng Hải quân.

### Công an nhân dân Việt Nam
Trong lực lượng Công an nhân dân Việt Nam, Thiếu tướng thường đảm nhiệm các chức vụ từ Giám đốc Công an tỉnh, thành phố trực thuộc Trung ương (bao gồm cả thành phố Hà Nội, Thành phố Hồ Chí Minh), Cục trưởng, Tư lệnh cảnh vệ đến Tổng cục trưởng Bộ Công an.

Thiếu tướng Phan Trọng Tuệ (1917-1991), Tướng lĩnh Công an nhân dân Việt Nam đầu tiên, thụ phong năm 1959.

### Cấp hiệu Thiếu tướng trongLực lượng Vũ trang Nhân dân Việt Nam
Hiện tại

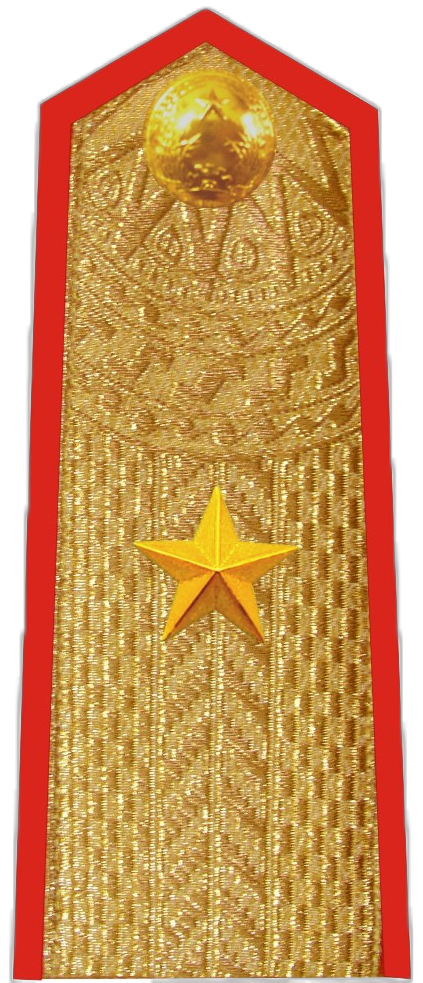
Quân hàm Thiếu tướng Quân đội nhân dân Việt Nam
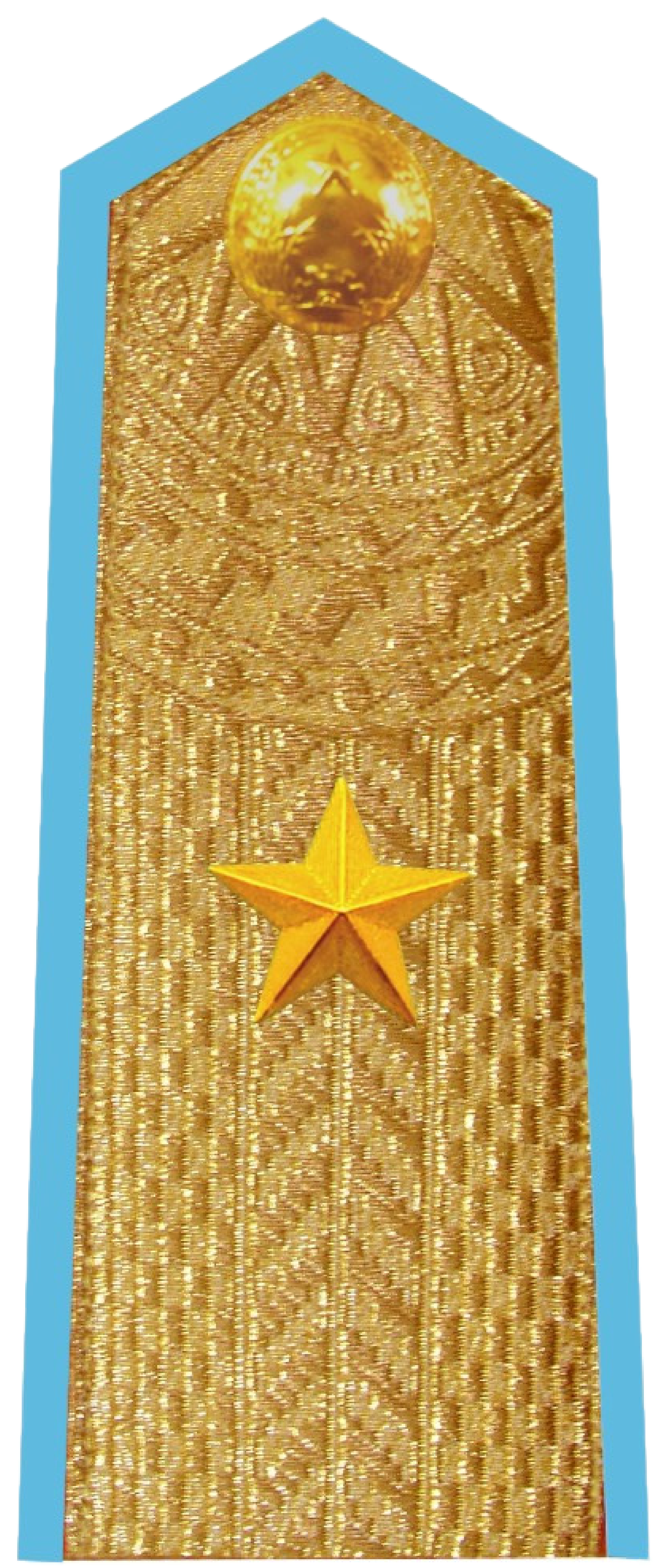
Quân hàm Thiếu tướng Quân chủng Phòng không-Không quân Việt Nam
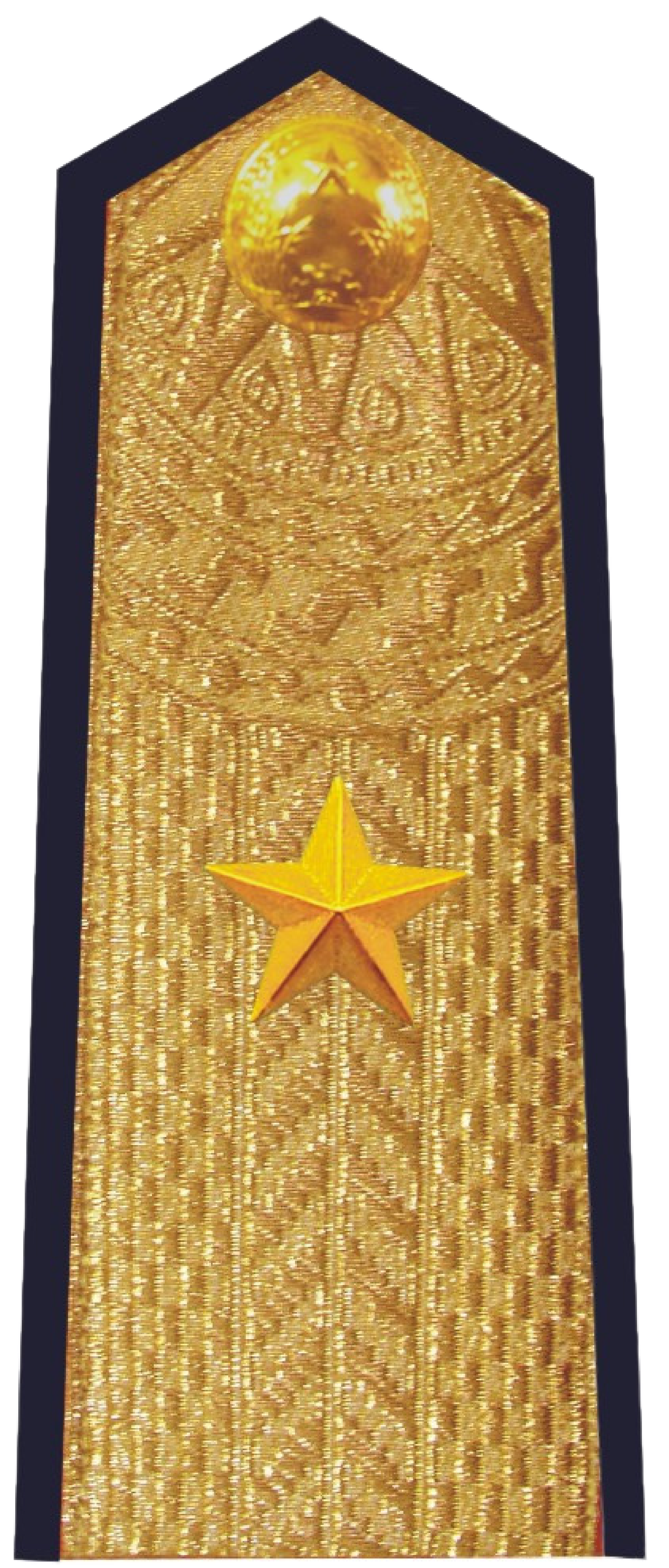
Quân hàm Chuẩn Đô đốc Hải quân nhân dân Việt Nam
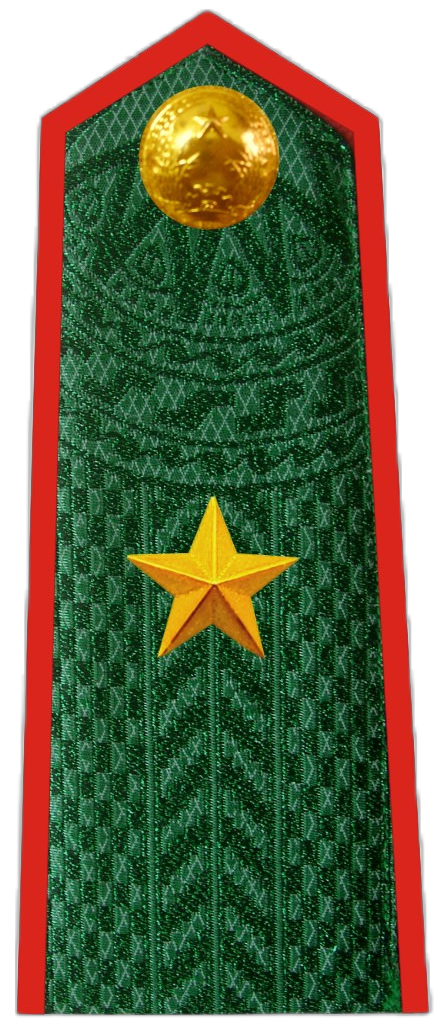
Quân hàm Thiếu tướng Bộ đội Biên phòng Việt Nam
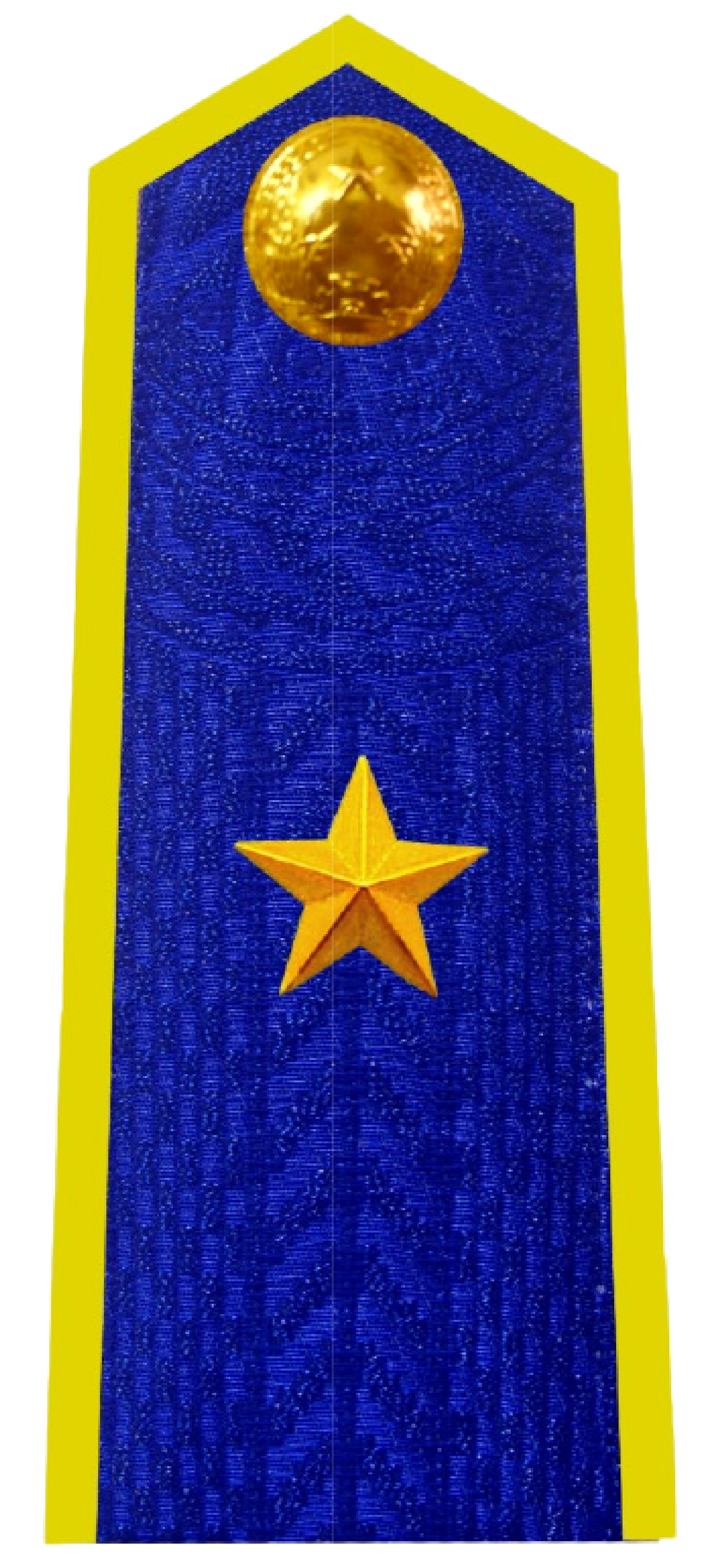
Quân hàm Thiếu tướng Cảnh sát biển Việt Nam
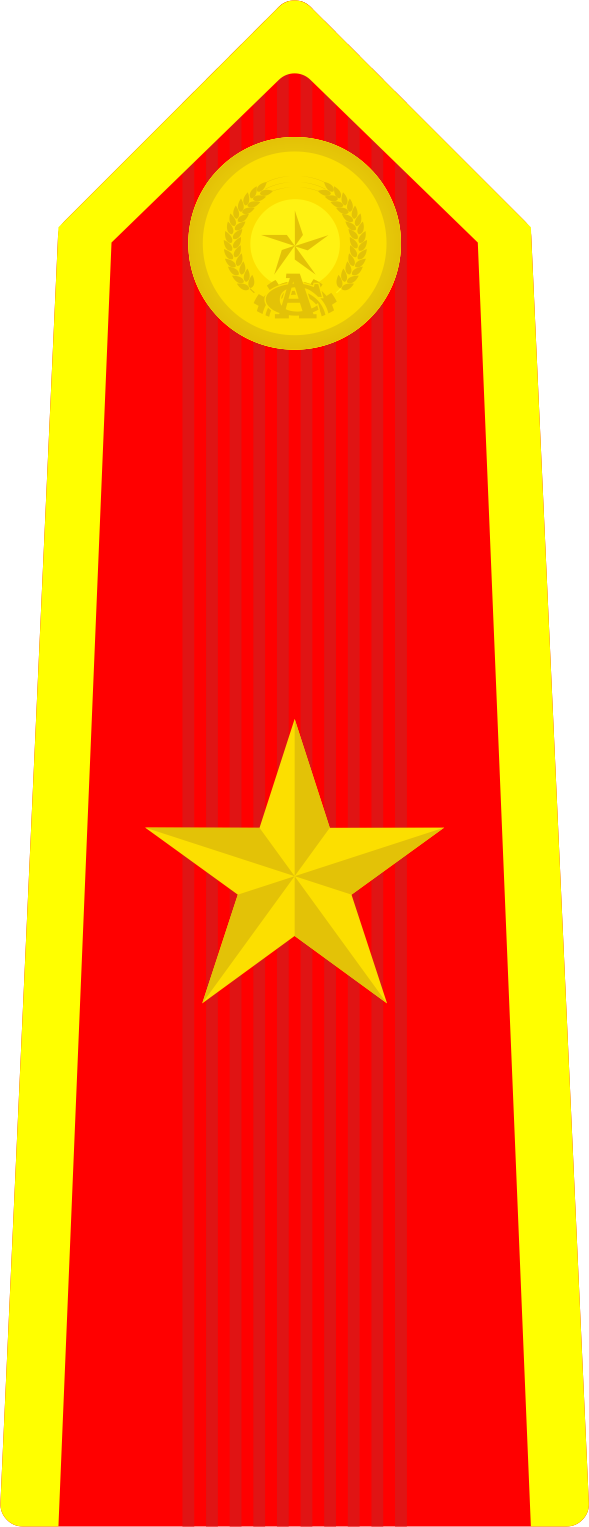
Quân hàm Thiếu tướng Công an nhân dân Việt Nam

## Quân lực Việt Nam Cộng hòa (1955-1975)
Trong Quân lực Việt Nam Cộng hòa, quân hàm này mang 2 sao, dưới Trung tướng, trên Chuẩn tướng.
Trong lực lượng Hải quân Việt Nam Cộng hòa, quân hàm tương đương là Đề đốc.

## Chuẩn tướng và thiếu tướng
Trong các tài liệu Việt Nam, danh xưng các tướng lĩnh Pháp thường bị lẫn lộn cấp bậc thiếu tướng và chuẩn tướng.
Nguyên do hệ thống quân hàm hiện đại của Việt Nam được đặt ra lần đầu vào bởi Sắc lệnh 33-SL năm 1946 đã quy định cấp bậc khởi đầu của cấp tướng là Thiếu tướng. Do đó, đối chiếu với quân đội Pháp sẽ có các cấp bậc Thiếu tướng (Général de brigade), Trung tướng (Général de division), Đại tướng (Général de corps d’armée) và Thống chế (Maréchal).
Tuy vậy, trong Sắc lệnh 33-SL năm 1946 lại quy định các cấp bậc tương ứng với chức vụ đảm nhiệm như sau:
- Thiếu tướng: Sư đoàn trưởng, tương đương cấp bậc "Général de division"
- Trung tướng: Liên đoàn trưởng, tương đương cấp bậc "Général de corps d’armée"
- Đại tướng: Tập đoàn trưởng, tương đương cấp bậc "Général d’armée"

Năm 1950, tướng Jean de Lattre de Tassigny được bổ nhiệm làm Cao ủy kiêm Tổng tư lệnh Quân đội Pháp tại Đông Dương. Theo quy định tạm thời về dịch thuật danh từ quân sự của Bộ Quốc phòng Quốc gia Việt Nam (chính phủ Bảo Đại), các tài liệu Việt ngữ bấy giờ ghi cấp bậc của ông là "Đại tướng 5 sao" (Général d'Armée) để phân biệt với cấp Đại tướng (4 sao, Général de Corps d'Armée). Đến năm 1955, một quy định mới quy định rằng cấp bậc "Đại tướng 5 sao" sẽ được gọi bằng danh xưng "Thống tướng".
Cho đến tận năm 1961, trong tài liệu về quân đội Việt Nam Cộng hòa, phần giới thiệu về tướng Lê Văn Tỵ có ghi cấp bậc của ông là "Đại tướng" và chú giải tiếng Anh là "Lt-Gen", tức "Lieutenant General" (nghĩa là chỉ tương đương Trung tướng sau này).
Mãi đến năm 1964, sau khi nắm quyền lực tối cao bằng cuộc "chỉnh lý", tướng Nguyễn Khánh đã đặt thêm cấp bậc Chuẩn tướng và Thống tướng và quy định dịch thuật danh từ quân sự cho các cấp bậc tướng đối chiếu với quân đội Mỹ là Chuẩn tướng (Brigadier General), Thiếu tướng (Major General), Trung tướng (Lieutenant General), Đại tướng (General) và Thống tướng (General of the Army).
Chính do sự thay đổi 2 lần này mà các tài liệu Việt Nam trước năm 1965 thường dịch cấp bậc "Général de brigade" thành Thiếu tướng. Sau năm 1965, cấp bậc này mới được dịch là Chuẩn tướng, tuy nhiên do sự sao chép nhiều lần các tài liệu cũ mà dẫn đến sự nhầm lẫn trên.
Trong Lực lượng vũ trang nhân dân Việt Nam không có cấp bậc Chuẩn tướng. Quân hàm Đại tá của Lực lượng vũ trang nhân dân Việt Nam (4 sao cấp tá) mặc dù không được xếp vào cấp tướng lĩnh, nhưng vẫn được xem là tương đương cấp bậc Chuẩn tướng ở các quốc gia có cấp bậc này. Các tài liệu phương Tây thường xếp cấp bậc Đại tá trong Lực lượng vũ trang nhân dân Việt Nam  vào phân hạng OF-6 trong Hệ thống cấp bậc quân sự khối NATO. Phân hạng này xếp trên phân hạng OF-5 - tương đương cấp bậc Colonel của lục quân phương Tây. Nhiều tài liệu Anh ngữ dùng thuật ngữ Senior colonel để chỉ cấp bậc Đại tá trong lực lượng vũ trang nhân dân Việt Nam, nhằm so sánh sự tương đương với cấp bậc Brigadier (OF-6) trong Lục quân Anh. Tương tự, thuật ngữ Senior captain cũng được dùng để chỉ riêng cấp bậc Đại tá Hải quân của Việt Nam, tương đương cấp bậc Commodore của Hải quân Anh. Đây đều là những cấp bậc tương đương Chuẩn tướng nhưng không được xếp vào hàng tướng lĩnh.

## Một số hình ảnh quân hàm

Quân hàm Thiếu tướng Lục quân Hoa Kỳ
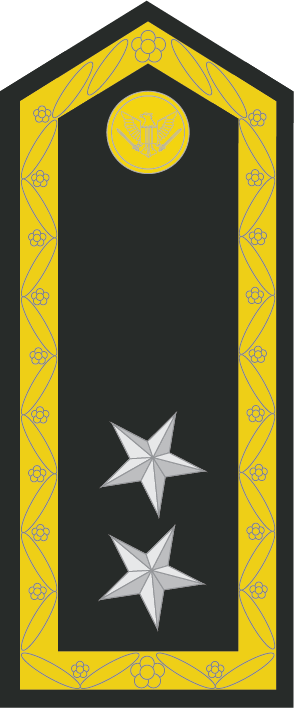
Quân hàm Thiếu tướng Lục quân Việt Nam Cộng hòa
Quân hàm Thiếu tướng Lục quân Hoàng gia Campuchia
Quân hàm Thiếu tướng Lục quân Pháp